# Ángel Yesid Camargo
Camargo  Ochoa est un nom espagnol. Le premier nom de famille, en général paternel, est Camargo ; le second, en général maternel, souvent omis, est Ochoa.
Ángel Yesid Camargo Ochoa, né à Paipa (département de Boyacá), le 22 mai 1967, est un coureur cycliste colombien des années 1990 à 2000, professionnel de 1992 à 1996, aujourd'hui directeur sportif.

## Repères biographiques
Ángel Yesid Camargo nait à Paipa, dans le département de Boyacá. À son palmarès, figurent deux Clásicas Cundinamarca, une Clásica de Fusagasugá et un Grand prix international du café.
De 1992 à 1995, il sillonne les compétitions européennes au sein de la formation Kelme. Il remporte trois victoires d'étape et est leader sur le Grand Prix du Midi libre 1992. Il participe à trois Tour de Suisse, à un Midi libre, à deux Tours d'Espagne, à deux Tours d'Italie, à deux Tours de France et à deux championnats du monde.
Après avoir été directeur sportif d'une équipe Élite 2, Boyacá Orgullo de América, il devient celui d'une Sub-23, la formation "Bakano". Lors de la Vuelta de la Juventud 2024, il conduit les moins de 23 ans de la formation boyacense Boyacá es Para Vivirla.

## Équipes
- Amateur :
  - 1989 :  Café de Colombia[3]
  - 1990 :  Café de Colombia[4]
- Professionnelles[5] :
  - 1992 :  Kelme
  - 1993 :  Kelme - Xacobeo '93
  - 1994 :  Kelme - Avianca
  - 1995 :  Kelme - Sureña - Avianca
  - 1996 :  Selle Italia - Gaseosas Glacial - Magniflex
- Amateurs :
  - 1997 :  Gaseosas Glacial - Caprecom
  - 1998 :  Lotería de Boyacá
  - 1999 :  Lotería de Boyacá
  - 2000 :  Lotería de Boyacá
  - 2001 :  Lotería de Boyacá

## Palmarès
- 1988
  -  Champion de Colombie amateurs
- 1990
  - Tour de Sebnitz
  - 1 étape du Tour de Colombie
- 1991
  - Tour du Táchira
- 1992
  - 2e étape du Grand Prix du Midi libre
  - 1 étape du Tour de Colombie
- 1994
  - 1 victoire d'étape au Tour d'Espagne[6]
- 1996
  - Vuelta a Cundinamarca[7]
- 1999
  - Vuelta a Cundinamarca[8]
  - Clásica de Fusagasugá[9]

## Résultats sur lesgrands tours

### Tour de France
2 participations. 
- 1994 : 55e du classement général.
- 1995 : abandon lors de la 15e étape.

### Tour d'Espagne
2 participations.
- 1993 : non partant au matin de la 13e étape.
- 1994 : 40e du classement général et victoire dans la 9e étape.

### Tour d'Italie
2 participations.
- 1995 : 78e du classement général.
- 1996 : abandon lors de la 12e étape.

## Résultats sur les championnats

### Championnats du monde professionnels
2 participations.
- 1992 : abandon.
- 1993 : abandon.